# Troy (Idaho)
Troy es una ciudad ubicada en el condado de Latah en el estado estadounidense de Idaho. En el Censo de 2010 tenía una población de 862 habitantes y una densidad poblacional de 423,97 personas por km².

## Geografía
Troy se encuentra ubicada en las coordenadas 46°44′15″N 116°46′20″O / 46.73750, -116.77222. Según la Oficina del Censo de los Estados Unidos, Troy tiene una superficie total de 2.03 km², de la cual 2.03 km² corresponden a tierra firme y (0%) 0 km² es agua.

## Demografía
Según el censo de 2010, había 862 personas residiendo en Troy. La densidad de población era de 423,97 hab./km². De los 862 habitantes, Troy estaba compuesto por el 96.06% blancos, el 0% eran afroamericanos, el 0.23% eran amerindios, el 0.58% eran asiáticos, el 0% eran isleños del Pacífico, el 0.46% eran de otras razas y el 2.67% pertenecían a dos o más razas. Del total de la población el 3.02% eran hispanos o latinos de cualquier raza.